# Río Ovejas
El Río Ovejas es un río colombiano en el Departamento de Cauca.

## Características
Es un afluente del río Cauca y se encuentra con este en el (lado derecho) que marca el límite entre los municipios de Suárez y Buenos Aires.

## Historia
Desde 1994 hay un proyecto de desviación del Río Ovejas hacia el Embalse de La Salvajina (Cauca), el cual fue abierto en 1985, generando desplazamiento de las comunidades afrodescendientes, indígenas y campesinas residentes en el sector, además el incumplimiento de la consulta previa. La región ha sido escenario del Conflicto armado interno por la presencia de la Fuerza Pública, los paramilitares, las desmovilizadas FARC-EP y las disidencias de las FARC-EP.

## Contaminación
Se han denunciado altas cantidades de mercurio en las aguas del río según estudios de la Universidad del Valle en 2016. Esa contaminación se debe a la presencia de multinacionales mineras canadienses y sudafricanas.